# Ardisia ramondiiformis
Ardisia ramondiiformis är en viveväxtart som beskrevs av Charles-Joseph Marie Pitard. Ardisia ramondiiformis ingår i släktet Ardisia och familjen viveväxter. Inga underarter finns listade i Catalogue of Life.